# 국가 미사일 방어

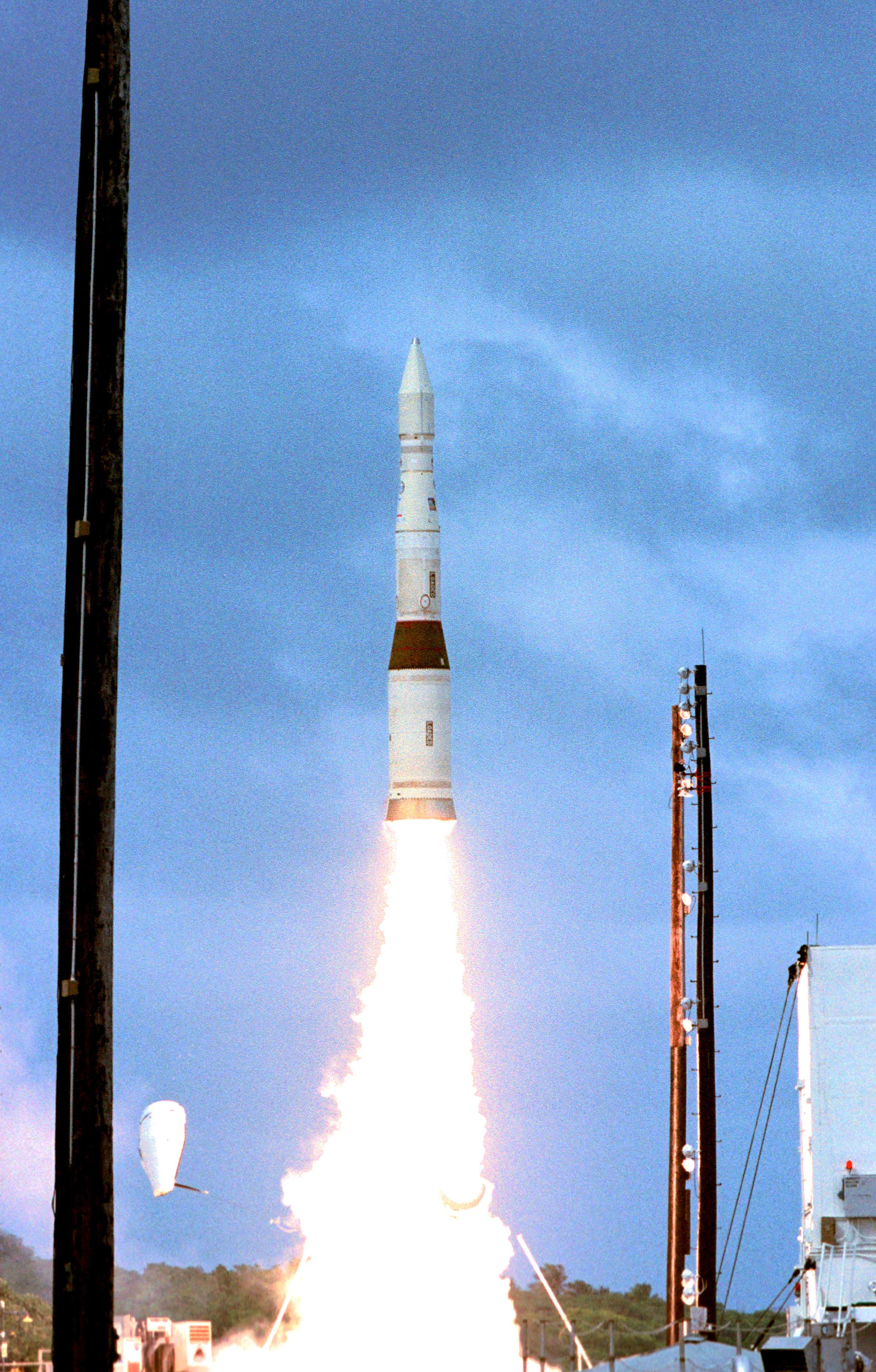
2001년 12월 3일, 태평양 상공을 날아오고 있는 탄도미사일을 요격하기 위해서, EKV(exoatmospheric kill vehicle) 프로토타입을 탑재한 로켓이 하와이주 Kwajalein 미사일 시험장의 Meck 섬에서 발사되고 있다.

국가 미사일 방어(영어: National missile defense; NMD)는 일반적인 용어로서, 적의 ICBM으로부터 국가의 모든 영역을 방어하는 군사전략과 그와 관련된 시스템을 말한다.

## 개요
적의 미사일은 다른 미사일 또는 보잉 YAL-1 레이저에 의해서 발사단계(boost phase), 중간 비행단계(mid-course phase), 종말 하강 단계(terminal phase)에 요격된다.
"National Missile Defense"라는 용어는 여러 가지 의미를 가지고 있다:
- '가장 일반적으로 쓰이나, 현재의 정의는 아닌 의미': 제한적으로, 1990년대 이래 개발중인 미군의 지상발사형 국가방어 요격 미사일 시스템을 말한다. 2002년에 우주 발사형, 해상 발사형, 레이저, 고고도 요격 프로그램 등 다른 미사일 방어 프로그램과 구별하기 위해서 이 시스템의 이름이 지상 발사형 중간단계 방어(GMD: Ground-Based Midcourse Defense)로 바뀌었다. 2006년 현재, 이 시스템은 제한적인 능력으로 실전배치중이다.

이것은 알래스카에서 발사된 요격 미사일을 이용하여, 적의 소수의 핵탄두 ICBM을 중간코스 단계에서 요격하도록 설계되었다. 이것은 재래식 kinetic 탄두를 사용한다.
미국의 미사일 요격 프로그램은 1990년대부터 개발되었다. 2002년 이후, NMD라는 용어는 지상발사형 미사일과 시설을 말하는 것만이 아니라, 전체 프로그램을 지칭하게 되었다. 여기에는 우주 발사형, 해상 발사형, 레이저, 고고도 요격 프로그램이 추가될 예정이다.
NMD 프로그램은 기술력이 떨어지는 국가의 비교적 소규모 ICBM 공격을 방어하는 개념이다. 이전의 전략 방어(Strategic Defence Initiative) 프로그램과는 달리, 이것은 기술적으로 진보된 적의 대규모 공격을 방어하는 개념이 아니다.
이 문서는 주로 이러한 시스템에 대해서, 그 역사와 이전 시스템들에 대해 설명하고 있다.
핵미사일에 대한 방어의 역할은 수십 년간 군사적, 정치적 이슈였다. (핵 전략, 미사일 방어국(Missile Defense Agency), 탄도탄 요격 미사일 참조)

## 역사
1950년대 후반, 나이키 핵미사일을 사용하여 소련의 ICBM을 요격하는 나이키 제우스 프로그램이 있었다.
나이키 미사일의 핵탄두는 접근하는 소련 미사일의 근처인 극지방 상공 100km 이상의 고고도에서 폭발한다.
당시, 로켓 기술은 어느 정도 도달해 있었는데, 접근하는 적의 미사일을 식별하고 추적하는 기술, 특히 기만체(decoy), 채프와 같은 가짜와 진짜를 구별하는 능력이 문제가 되었다. 나이키 제우스 프로젝트는 1961년에 취소되었다.

### 디펜더 프로젝트
나이키 제우스는, 한 발의 핵탑재 나이키 미사일이 폭발하여 요격을 성공한 경우에, 그 핵폭발로 인해 아군의 레이다가 작동하지 못하게 되며, 따라서 뒤따라 날아오는 적의 미사일들을 탐지하지 못한다는 치명적인 기술적 한계가 있었다. 또한, 아군지역 상공에서 핵폭발을 하는 것은 이상적이지 않았다.
1960년대에 디펜더 프로젝트와 탄도미사일 초기발사단계 요격(Ballistic Missile Boost Intercept) 개념이 지상 발사형 나이키 미사일을 대체하였다. 이것은 소련 상공에 위치한 인공위성에 탑재된 미사일을 발사하는 개념이었다. 핵탄두 대신에, BAMBI 미사일이 거대한 그물망(huge wire meshes)를 뿌려서, 초기 발사단계(boost phase)에 있는 소련의 ICBM을 무력화하는 개념이었다.
그러나 위성 플랫폼을 적의 공격으로부터 어떻게 방어할 것인가 하는 문제에 대한 해답을 찾지 못해서 1968년에 프로그램이 취소되었다.

## 미사일 방어
미국은 NMD 등 미사일 방어를 추진했는데, 2000년 러시아는 이러한 미국의 미사일 방어망 구축에 대한 대응조치를 취할 것이다.
2000년 7월 5일, 러시아, 중국, 타지키스탄, 키르기스스탄, 카자흐스탄 등 ‘상하이 5개국’ 정상들이 타지키스탄 수도에서 두산베 선언을 하였다. 미국은 NMD를 폐기하여 1972년 체결된 탄도탄 요격 미사일 조약을 파기하지 말라고 경고했다. 이러한 러시아의 주장에는 중국과 인도도 동참했다.

## 같이 보기
- 억지 이론
- 탄도탄 요격 미사일
- 핵전쟁
- 핵무기
- 민방위
- X밴드 레이다

## 참고 자료
- Jack Mendelsohn, And it still won't work, Bulletin of the Atomic Scientists, Vol. 55, No. 4 (1999).
- Report of the APS Study Group on Boost-Phase Intercept Systems for National Missile Defense - 15 July 2003
- MissileThreat.com - Claremont Institute’s Ballistic Missile Defense Project.
- National Missile Defense System - A short critique of the NMD scheme by Noam Chomsky (published in the American Prospect).
- The Militarization of Science and Space - Commentary and analysis by NMD critic Noam Chomsky.
- Missile Defence: How and Why - A critical inter-active introduction by Yorkshire CND
- Holes in the Missile Shield - November 2004 Scientific American article criticizing NMD
- Missile Defense Agency Home Page - website of the Department of Defense agency responsible for National Missile Defense.
- Joint Australian-U.S. Press Release The Commonwealth of Australia officially 'signs on' to mutual missile defence with the United States of America
- The Honourable Alexander Downer, MP Australian Foreign Minister's press release on Australia's joining the U.S. missile defence system
- Short History of SDI History of the Strategic Defense Initiative (SDI), including the role of TQM in its development
- Boost-Phase Defense Against Intercontinental Ballistic Missiles (Physics Today)
- Scientific American Magazine (November 2004 Issue) Holes in the Missile Shield